# 穆斯堡尔效应

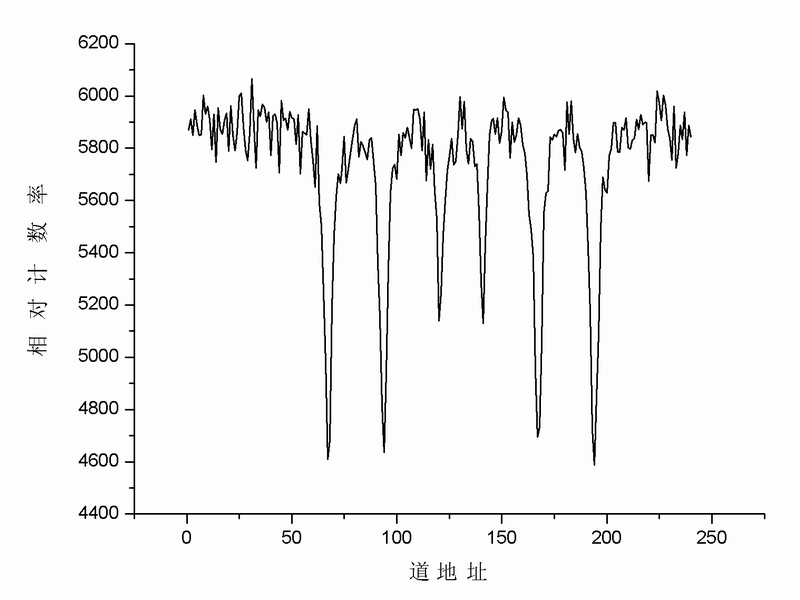
^{57}Fe的穆斯堡尔谱，呈现6个吸收峰。横轴是道地址，代表相对速度。纵轴是相对计数率。

穆斯堡尔效应（Mössbauer effect），即原子核辐射的无反冲共振吸收。这个效应首先是由德国物理学家穆斯堡尔于1958年首次在实验中实现的，因此被命名为穆斯堡尔效应。其主要應用是穆斯堡爾譜學。
理论上，当一个原子核由激发态跃迁到基态，发出一个γ射线光子。当这个光子遇到另一个同样的原子核时，就能够被共振吸收。但是实际情况中，处于自由状态的原子核要实现上述过程是困难的。因为原子核在放出一个光子的时候，自身也具有了一个反冲动量，这个反冲动量会使光子的能量减少。同样原理，吸收光子的原子核光子由于反冲效应，吸收的光子能量会有所增大。这样造成相同原子核的发射谱和吸收谱有一定差异，所以自由的原子核很难实现共振吸收。迄今为止，人们还没有在气体和不太粘稠的液体中观察到穆斯堡尔效应。

## 歷史
1957年底，穆斯堡尔提出实现射线共振吸收的关键在于消除反冲效应。如果在实验中把发射和吸收光子的原子核置于固体晶格中，那么出现反冲效应的就不再是单一的原子核，而是整个晶体。由于晶体的质量远远大于单一的原子核的质量，反冲能量就减少到可以忽略不计的程度，这样就可以实现穆斯堡尔效应。实验中原子核在发射或吸收光子时无反冲的概率叫做无反冲分数f，无反冲分数与光子能量、晶格的性质以及环境的温度有关。
穆斯堡尔使用191Os（锇）晶体作射线放射源，用191Ir（铱）晶体作吸收体，于1958年首次在实验上实现了原子核的无反冲共振吸收。为减少热运动对结果的影响，放射源和吸收源都冷却到88K。放射源安装在一个转盘上，可以相对吸收体作前后运动，用多普勒效应调节射线的能量。191Os经过β-衰变成为191Ir的激发态，191Ir的激发态可以发出能量为129 keV的射线，被吸收体吸收。实验发现，当转盘不动，即相对速度为0时共振吸收最强，并且吸收谱线的宽度很窄，每秒几厘米的速度就足以破坏共振。除了191Ir外，穆斯堡尔还观察到了187Re、177Hf、166Er等原子核的无反冲共振吸收。
穆斯堡爾效應是最初用德語報導的物理學最後一個主要發現之一。 第一份英文報告是一封描述重複實驗的信件。
由于这一發現工作，穆斯堡尔與對原子核電子散射研究的罗伯特·霍夫施塔特(Robert Hofstadter)一起被授予1961年的诺贝尔物理学奖。

## 描述

^{57}Fe的穆斯堡尔吸收谱。

应用穆斯堡尔效应可以研究原子核与周围环境的超精细相互作用，是一种非常精确的测量手段，其能量分辨率可高达10-13，并且抗干扰能力强、实验设备和技术相对简单、对样品无破坏。由于这些特点，穆斯堡尔效应一经发现，就迅速在物理学、化学、生物学、地质学、冶金学、矿物学、地质学等领域得到广泛应用。近年来穆斯堡尔效应也在一些新兴学科，如材料科学和表面科学开拓了应用前景。
截至2005年上半年，人们已经在固体和粘稠液体中实现了穆斯堡尔效应，样品的形态可以是晶体、非晶体、薄膜、固体表层、粉末、颗粒、冷冻溶液等等，涉及40余种元素90余种同位素的110余个跃迁。然而大部分同位素只能在低温下才能实现穆斯堡尔效应，有的需要使用液氮甚至液氦对样品进行冷却。在室温下只有57Fe、119Sn、151Eu三种同位素能够实现穆斯堡尔效应。其中57Fe的 14.4 keV 跃迁是人们最常用的、也是研究最多的谱线。
穆斯堡尔效应对环境的依赖性很高。细微的环境条件差异会对穆斯堡尔效应产生显著的影响。在实验中，为减少环境带来的影响，需要利用多普勒效应对射线光子的能量进行细微的调制。具体做法是令射线辐射源和吸收体之间具有一定的相对速度，通过调整v的大小来略微调整射线的能量，使其达到共振吸收，即吸收率达到最大，透射率达到最小。透射率与相对速度之间的变化曲线叫做穆斯堡尔谱。应用穆斯堡尔谱可以清楚地检查到原子核能级的移动和分裂，进而得到原子核的超精细场、原子的价态和对称性等方面的信息。应用穆斯堡尔谱研究原子核与核外环境的超精细相互作用的学科叫做穆斯堡尔谱学。
穆斯堡尔谱的宽度非常窄，因此具有极高的能量分辨本领。例如57Fe的 14.4 keV 跃迁，穆斯堡尔谱宽度与射线的能量之比ΔE/E~10-13，67Zn的 93.3 keV 跃迁ΔE/E~10-15，107Ag的93 keV 跃迁ΔE/E~10-22。因此穆斯堡尔效应一经发现就在各种精密频差测量中得到广泛应用。例如：
- 测量引力红移 —— 引力引起的红移量一般小于10-10数量级，历史上应用穆斯堡尔效应首先对其进行了精密测量[2]。相对论预言，由于地球上不同高度引力势能不同，会引起光子离开地球时在不同高度的频率不同，相差20米带来的频率测量变化为2×10-15。1960年，庞德和里布卡利用穆斯堡尔效应测量到了这个微小的变化[3]。

- 验证迈克耳孙-莫雷实验 —— 1970年，伊萨克(G.R.Isaak)利用穆斯堡尔效应测量了地球相对于以太的速度[4]。实验测得此速度的上限为5×10-5 km/s，基本证实了不存在地球相对于以太的运动。

穆斯堡尔谱在对含铁材料的分析中起到了重要的作用，并被广泛应用于化学，材料科学，矿物学和行星科学的研究中。2004年，NASA的“勇气号”火星探测器使用其携带的穆斯堡尔谱仪对火星的古谢夫环形山表面的矿物进行了分析。其对土壤中橄榄石成分的研究证实了古谢夫环形山表面的风化过程以物理风化作用为主。

## 参阅
- 穆斯堡尔谱学